# Tűlevelűek
A tűlevelűek (Pinopsida) a toboztermők (Pinophyta) törzsének egy osztálya.

## Törzsfejlődés
A tűlevelűek legközelebbi rokonai a nyitvatermő ősfák, amelyek egyes rendszertanok szerint a toboztermők másik, önálló osztályát képezi Cordaitopsida néven, más rendszertanok viszont a Pinopsida osztály Cordaitales rendjeként tartja számon őket. A nyitvatermő ősfák termős virágaik már megegyeztek a mai tűlevelűek tobozvirágzatával, mint ahogy a porzós tobozbarka is. A bizonyosan a Pinopsida osztályba tartozó Voltziales és a Vojnovskyales rend az kora perm korban kezdett terjedni. Az osztály összes recens faját magába foglaló fenyőalakúak (Pinales) rendjének első képviselői a mezozoikum során, a jura időszakban jelentek meg.

## Rendszerzés
- Tűlevelűek (Pinopsida) osztálya
  - Fenyőalakúak (Pinales) rendje
    - Araukáriafélék (Araucariaceae) családja
    - †Arctopityaceae család
    - Áltiszafafélék (Cephalotaxaceae) családja
    - †Cheirolepidiaceae család
    - Ciprusfélék (Cupressaceae) családja
    - Fenyőfélék (Pinaceae) családja
    - Kőtiszafafélék (Podocarpaceae) családja
    - Ernyőfenyőfélék (Sciadopityaceae) családja
    - Tiszafafélék (Taxaceae) családja

  - †Vojnovskyales rend
  - †Voltziales rend